# Caesalpinia leiostachya
Caesalpinia leiostachya är en ärtväxtart som först beskrevs av George Bentham, och fick sitt nu gällande namn av Adolpho Ducke. Caesalpinia leiostachya ingår i släktet Caesalpinia och familjen ärtväxter. Inga underarter finns listade i Catalogue of Life.

## Bildgalleri

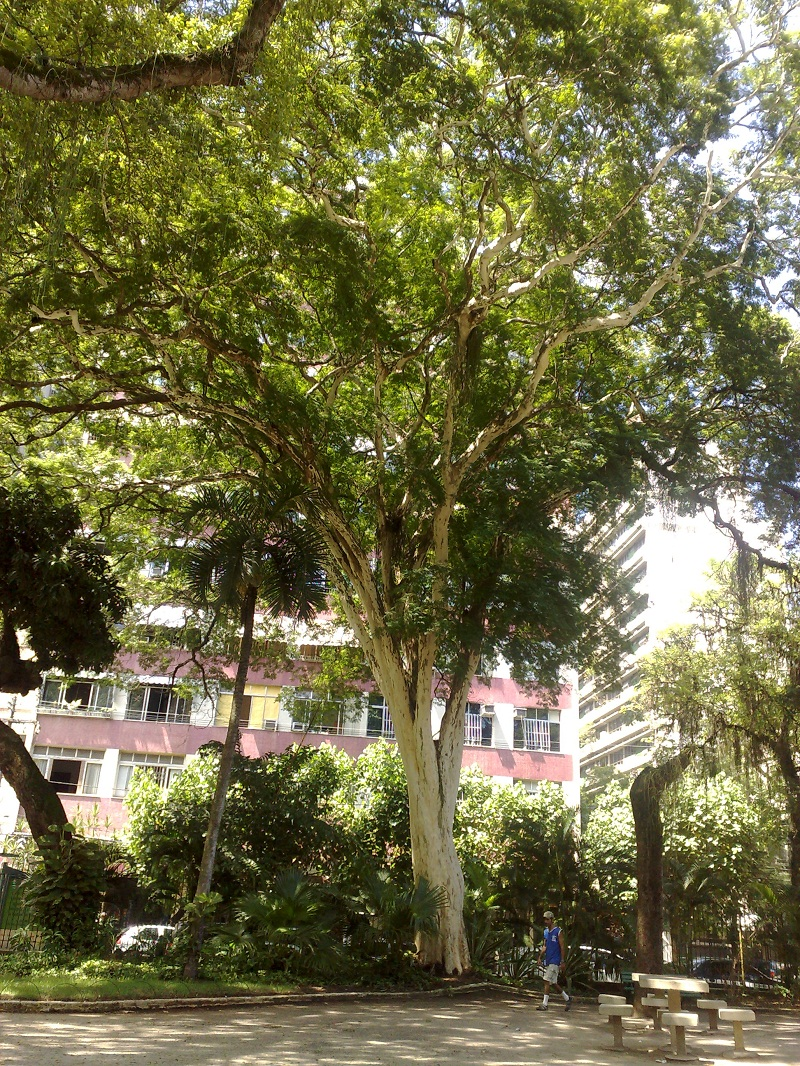
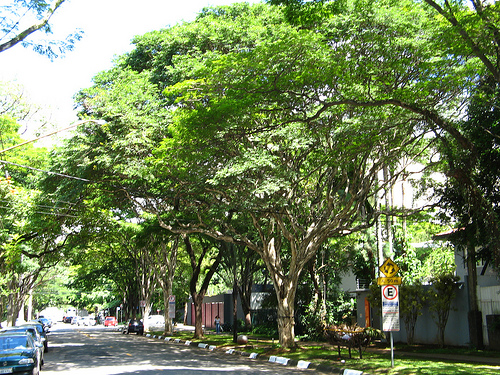
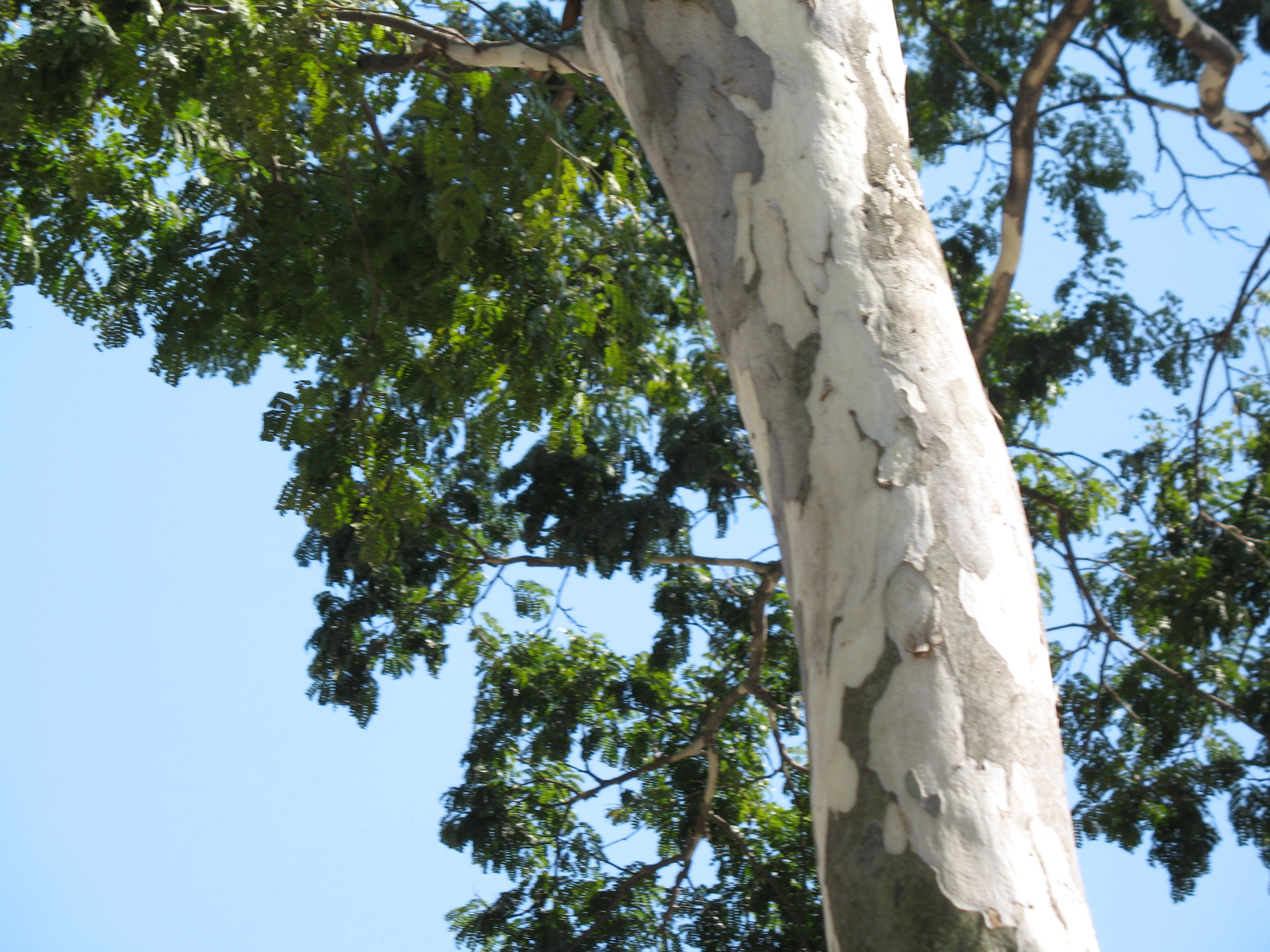
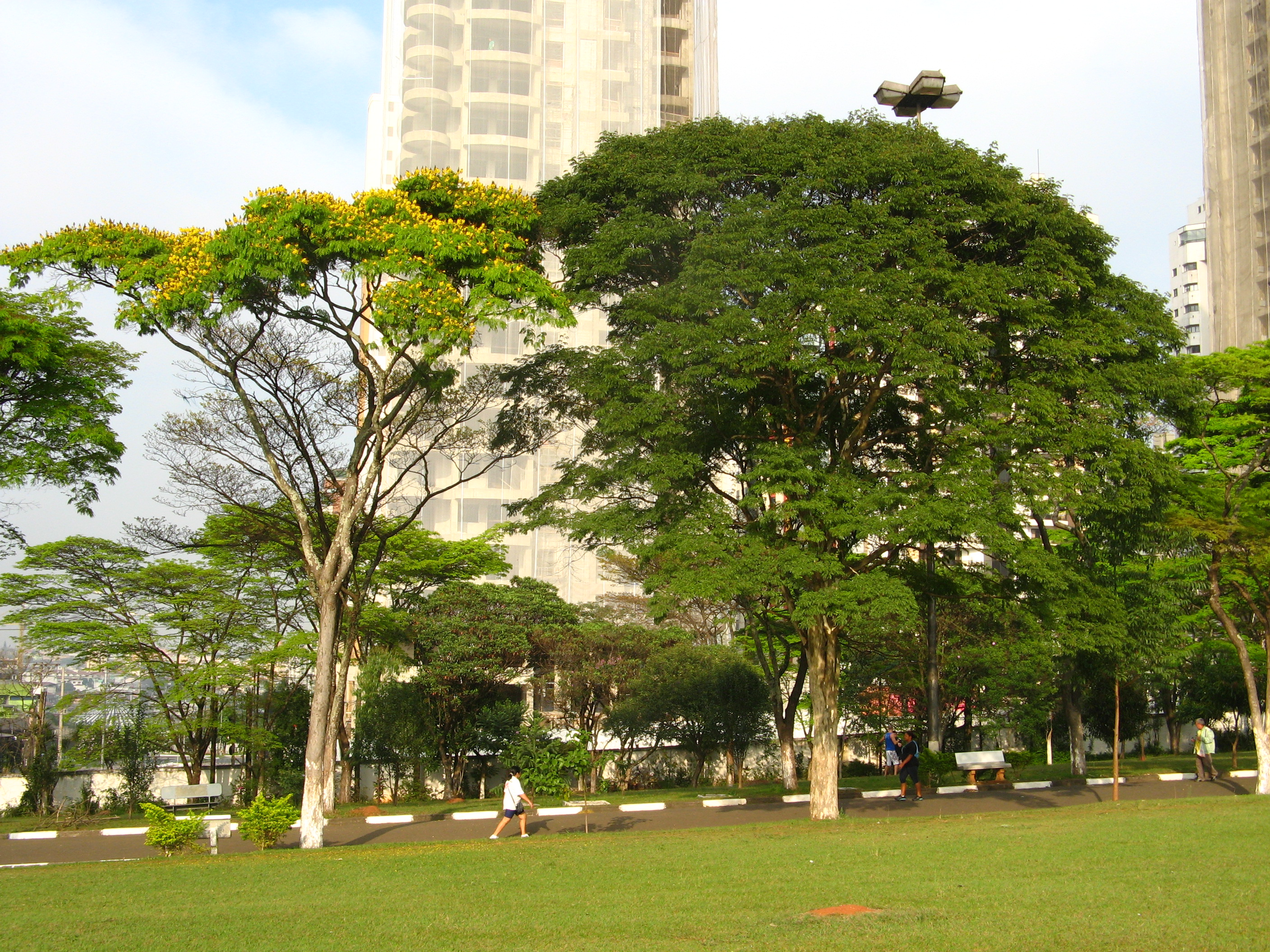
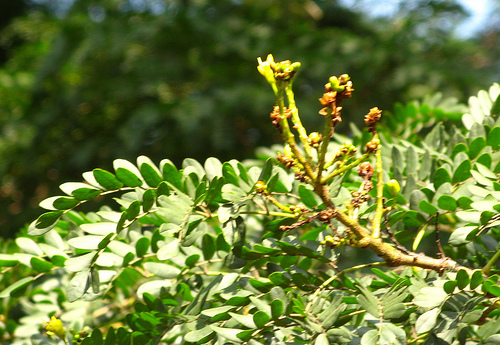
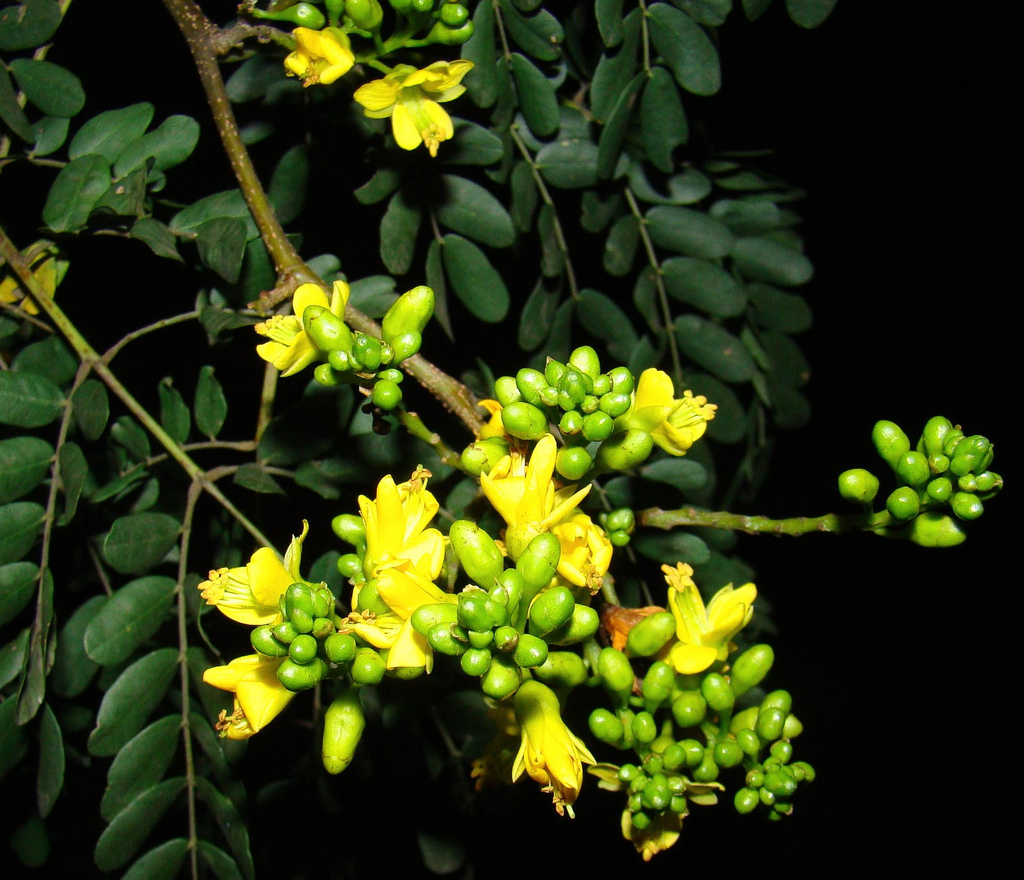